# 서상훈 (1858년)
서상훈(徐相勛, 일본식 이름: 徐川相勛조카와 소쿤, 1858년 3월 ~ 1943년 7월 31일)은 대한제국과 일제강점기의 관료로, 일제 강점기 당시에는 장기간 조선총독부 중추원 참의를 지냈다. 자는 군필(君弼), 본관은 대구이며, 본적은 경성부 서대문정이다.

## 생애
예조판서를 지낸 서정순의 아들로 태어났으며 충청북도 참여관을 역임했던 서상면의 형이다. 1885년에 진사시에 합격했고, 1886년에 근대식 교육기관인 육영공원이 설립되었을 때 유생 가운데서 학생으로 선발되어 수학했다.
1889년 문과에 급제한 뒤 시강원과 홍문관을 시작으로 관직에 들어섰다. 서상훈이 홍문관에 근무하는 동안 동학 농민 운동이 발생했는데, 이때 동학의 괴수를 처벌할 것을 청한 일이 있다.
1900년에는 정3품으로 대한제국 중추원 의관에 올랐으며, 1905년에 성균관 관장, 1907년에는 중추원 참의로 임명되는 등 대한제국의 고위 관료를 역임했다. 1910년 한일 병합 조약 체결 당시 정2품이었다.
1907년에 이완용과 조중응이 조종해 설립된 친일 유림단체 대동학회에서 총무를 맡는 등 대한제국 말기부터 친일 쪽으로 기울어져 있었다. 한일 병합 후 조선총독부가 설치한 중추원에 부찬의로 들어갔고, 1921년에 중추원 조직이 개편될 때는 칙임참의에 임명되었다. 서상훈은 여러 차례 참의직을 연임하여, 1943년에 86세로 사망하는 시점까지 중추원 참의로 재직하고 있었다.
중추원에 근무하면서 일본 정부로부터 한국병합기념장, 다이쇼대례기념장, 훈4등 서보장, 쇼와대례기념장, 훈3등 서보장을 차례로 수여받은 바 있고, 1923년 정5위에, 1933년에는 종4위에 서위되었다.
2002년 민족정기를 세우는 국회의원모임이 광복회와 함께 발표한 친일파 708인 명단 중 중추원 부문에 포함되었으며, 2008년에 민족문제연구소가 공개한 친일인명사전 수록예정자 명단, 2009년 친일반민족행위진상규명위원회가 발표한 친일반민족행위 705인 명단에도 포함되었다.

## 같이 보기
- 대동학회
- 조선총독부 중추원